# Lista sędziów Sądu Najwyższego USA

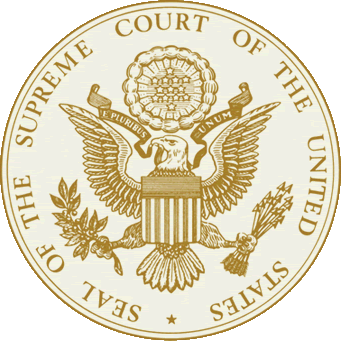
Pieczęć Sądu Najwyższego USA

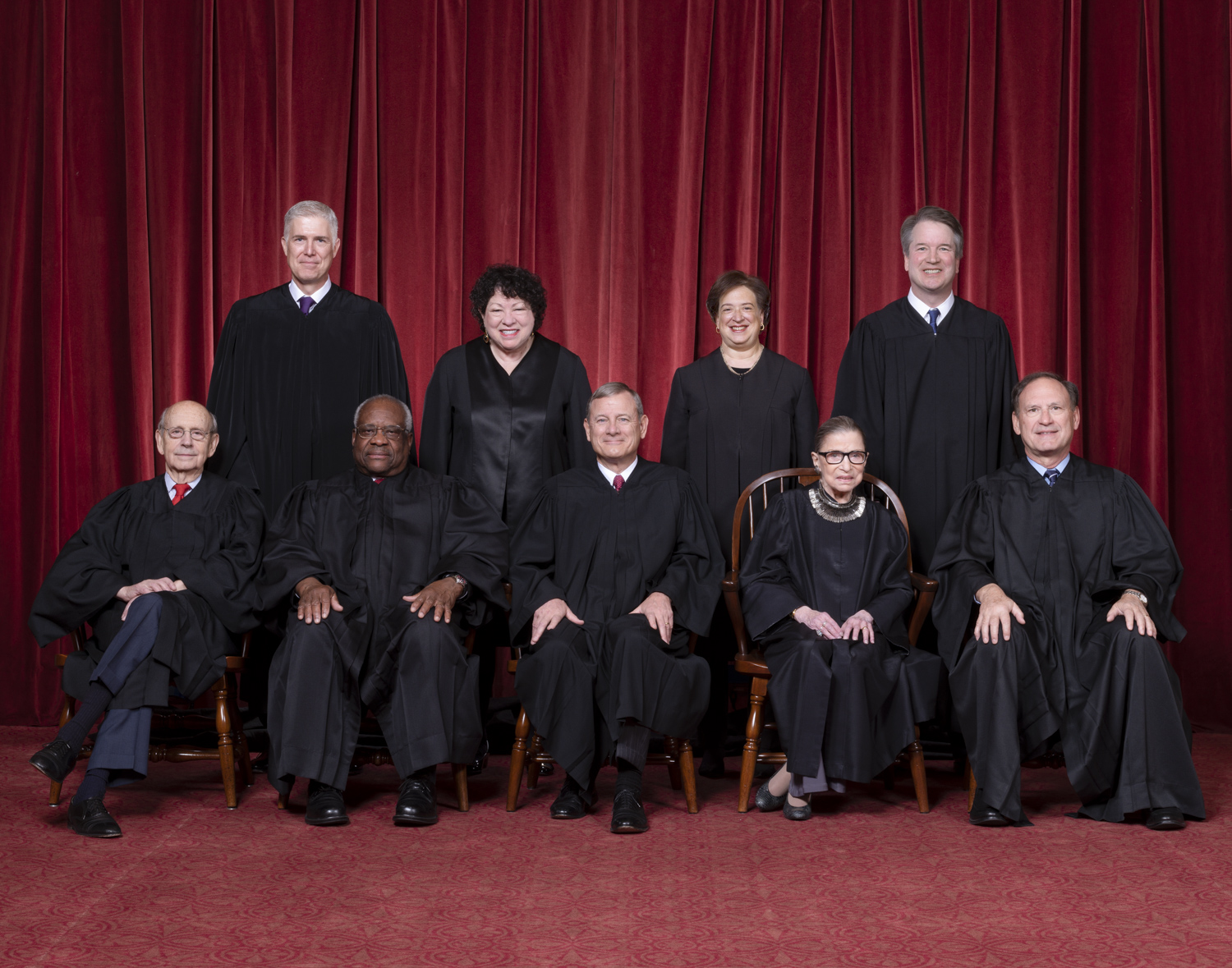
Sędziowie Sądu Najwyższego w 2018

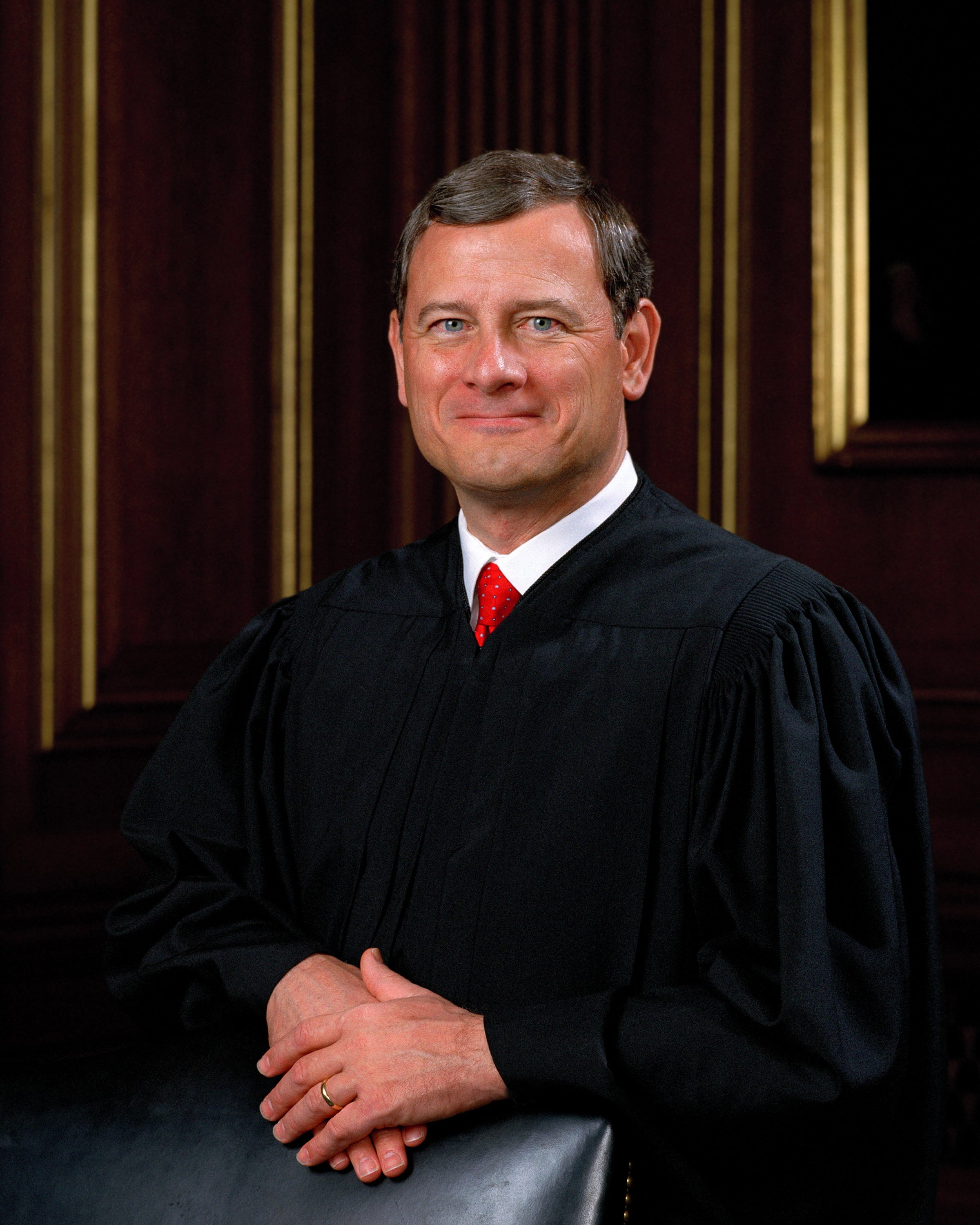
John G. Roberts – 17. prezes Sądu Najwyższego Stanów Zjednoczonych

Lista sędziów Sądu Najwyższego USA – wykaz wszystkich sędziów Sądu Najwyższego Stanów Zjednoczonych (SN USA) uszeregowanych w porządku chronologicznym według kolejności objęcia urzędu. Sędzią SN USA zostaje osoba nominowana przez prezydenta Stanów Zjednoczonych i zatwierdzona przez Senat. Liczba sędziów wchodzących w skład Sądu w poszczególnych latach zmieniała się (od sześciu do obecnie dziewięciu).

## Lista sędziów
| Lp. | Sędzia (lata życia)                               | Okres urzędowania | Okres urzędowania                                  | Okres urzędowania | Powód zakończenia                          | Prezydent mianujący                       |
| Lp. | Sędzia (lata życia)                               | od                | prezes od                                          | do                | Powód zakończenia                          | Prezydent mianujący                       |
| --- | ------------------------------------------------- | ----------------- | -------------------------------------------------- | ----------------- | ------------------------------------------ | ----------------------------------------- |
| 1   | James Wilson (14 IX 1742 - 21 VIII 1798)          | 5 X 1789          | –                                                  | 21 VIII 1798      | zmarł                                      | Washington                                |
| 2   | John Jay (12 XII 1745 - 17 V 1829)                | 19 X 1789         | 19 X 1789                                          | 29 VI 1795        | zrezygnował                                | Washington                                |
| 3   | William Cushing (1 III 1732 - 13 IX 1810)         | 2 II 1790         | –                                                  | 13 IX 1810        | zmarł                                      | Washington                                |
| 4   | John Blair (1732 - 31 VIII 1800)                  | 2 II 1790         | –                                                  | 25 X 1795         | zrezygnował                                | Washington                                |
| 5   | John Rutledge (18 IX 1739 - 21 VI 1800)           | 15 II 1790        | –                                                  | 5 III 1791        | zrezygnował                                | Washington                                |
| 6   | James Iredell (5 X 1751 - 20 X 1799)              | 12 V 1790         | –                                                  | 20 X 1799         | zmarł                                      | Washington                                |
| 7   | Thomas Johnson (4 XI 1732 - 26 X 1819)            | 6 IV 1792         | –                                                  | 16 I 1793         | zrezygnował                                | Washington                                |
| 8   | William Paterson (24 XII 1745 - 9 IX 1806)        | 11 III 1793       | –                                                  | 9 IX 1806         | zmarł                                      | Washington                                |
| 5   | John Rutledge (18 IX 1739 - 21 VI 1800)           | 12 VIII 1795      | 12 VIII 1795                                       | 15 XII 1795       | niezatwierdzony                            | Washington                                |
| 9   | Samuel Chase (17 IV 1741 - 19 VI 1811)            | 4 II 1796         | –                                                  | 19 VI 1811        | zmarł                                      | Washington                                |
| 10  | Oliver Ellsworth (29 IV 1745 - 26 XI 1807)        | 8 III 1796        | 8 III 1796                                         | 15 XII 1800       | zrezygnował                                | Washington                                |
| 11  | Bushrod Washington (5 VI 1762 - 26 XI 1829)       | 4 II 1799         | –                                                  | 26 XI 1829        | zmarł                                      | J. Adams                                  |
| 12  | Alfred Moore (21 V 1755 - 15 X 1810)              | 21 IV 1800        | –                                                  | 26 I 1804         | zrezygnował                                | J. Adams                                  |
| 13  | John Marshall (24 IX 1755 - 6 VII 1835)           | 4 II 1801         | 4 II 1801                                          | 6 VII 1835        | zmarł                                      | J. Adams                                  |
| 14  | William Johnson (27 XII 1771 - 4 IV 1834)         | 7 V 1804          | –                                                  | 4 IV 1834         | zmarł                                      | Jefferson                                 |
| 15  | Henry B. Livingston (25 XI 1757 - 18 III 1823)    | 20 I 1807         | –                                                  | 18 III 1823       | zmarł                                      | Jefferson                                 |
| 16  | Thomas Todd (23 I 1765 - 7 II 1826)               | 4 V 1807          | –                                                  | 7 II 1826         | zmarł                                      | Jefferson                                 |
| 17  | Gabriel Duvall (6 XII 1752 - 6 III 1844)          | 23 XI 1811        | –                                                  | 14 I 1835         | zrezygnował                                | Madison                                   |
| 18  | Joseph Story (18 IX 1779 - 10 IX 1845)            | 3 II 1812         | –                                                  | 10 IX 1845        | zmarł                                      | Madison                                   |
| 19  | Smith Thompson (17 I - 18 XII 1843)               | 1 IX 1823         | –                                                  | 18 XII 1843       | zmarł                                      | Monroe                                    |
| 20  | Robert Trimble (17 XI 1776 - 25 VIII 1828)        | 16 VI 1826        | –                                                  | 25 VIII 1828      | zmarł                                      | J.Q. Adams                                |
| 21  | John McLean (11 III 1785 - 4 IV 1861)             | 11 I 1830         | –                                                  | 4 IV 1861         | zmarł                                      | Jackson                                   |
| 22  | Henry Baldwin (14 I 1780 - 21 IV 1844)            | 18 I 1830         | –                                                  | 21 IV 1844        | zmarł                                      | Jackson                                   |
| 23  | James M. Wayne (1790 - 5 VII 1867)                | 14 I 1835         | –                                                  | 5 VII 1867        | zmarł                                      | Jackson                                   |
| 24  | Roger B. Taney (17 III 1777 - 12 X 1864)          | 28 III 1836       | 28 III 1836                                        | 12 X 1864         | zmarł                                      | Jackson                                   |
| 25  | Philip P. Barbour (25 V 1783 - 25 II 1841)        | 12 V 1836         | –                                                  | 25 II 1841        | zmarł                                      | Jackson                                   |
| 26  | John Catron (1786 - 30 V 1865)                    | 1 V 1837          | –                                                  | 30 V 1865         | zmarł                                      | Jackson                                   |
| 27  | John McKinley (1 V 1780 - 29 VII 1852)            | 9 I 1838          | –                                                  | 29 VII 1852       | zmarł                                      | Van Buren                                 |
| 28  | Peter V. Daniel (24 IV 1784 - 31 V 1860)          | 10 I 1842         | –                                                  | 31 V 1860         | zmarł                                      | Van Buren                                 |
| 29  | Samuel Nelson (10 XI 1792 - 13 XII 1873)          | 27 II 1845        | –                                                  | 28 XI 1872        | emerytura                                  | Tyler                                     |
| 30  | Levi Woodbury (23 IX 1789 - 4 IX 1851)            | 23 IX 1845        | –                                                  | 4 IX 1851         | zmarł                                      | Polk                                      |
| 31  | Robert C. Grier (5 III 1794 - 28 IX 1870)         | 10 VIII 1846      | –                                                  | 31 I 1870         | emerytura                                  | Polk                                      |
| 32  | Benjamin R. Curtis (4 XI 1809 - 15 IX 1874)       | 10 X 1851         | –                                                  | 30 IX 1857        | zrezygnował                                | Fillmore                                  |
| 33  | John A. Campbell (24 VI 1811 - 12 marca 1889)     | 11 IV 1853        | –                                                  | 30 IV 1861        | zrezygnował                                | Pierce                                    |
| 34  | Nathan Clifford (18 VIII 1803 - 25 VII 1881)      | 21 I 1858         | –                                                  | 25 VII 1881       | zmarł                                      | Buchanan                                  |
| 35  | Noah H. Swayne (7 XII 1804 - 8 VI 1884)           | 27 I 1862         | –                                                  | 24 I 1881         | emerytura                                  | Lincoln                                   |
| 36  | Samuel F. Miller (5 IV 1816 - 13 X 1890)          | 21 VII 1862       | –                                                  | 13 X 1890         | zmarł                                      | Lincoln                                   |
| 37  | David Davis (9 III 1815 - 26 VI 1886)             | 10 XII 1862       | –                                                  | 4 III 1877        | zrezygnował                                | Lincoln                                   |
| 38  | Stephen J. Field (4 XI 1816 - 4 IV 1899)          | 20 V 1863         | –                                                  | 1 XII 1897        | emerytura                                  | Lincoln                                   |
| 39  | Salmon P. Chase (13 I 1808 - 7 V 1873)            | 15 XII 1864       | 15 XII 1864                                        | 7 V 1873          | zmarł                                      | Lincoln                                   |
| 40  | William Strong (6 V 1808 - 19 VIII 1895)          | 14 III 1870       | –                                                  | 14 XII 1880       | emerytura                                  | Grant                                     |
| 42  | Joseph P. Bradley (14 III 1813 - 22 I 1892)       | 23 III 1870       | –                                                  | 22 I 1892         | zmarł                                      | Grant                                     |
| 43  | Ward Hunt (14 VI 1810 - 24 III 1886)              | 9 I 1873          | –                                                  | 27 I 1882         | emerytura                                  | Grant                                     |
| 44  | Morrison R. Waite (18 IX 1816 - 23 III 1888)      | 4 III 1874        | 4 III 1874                                         | 23 III 1888       | zmarł                                      | Grant                                     |
| 45  | John M. Harlan (1 VI 1833 - 14 X 1911)            | 10 XII 1877       | –                                                  | 14 X 1911         | zmarł                                      | Hayes                                     |
| 45  | William B. Woods (3 VIII 1824 - 14 V 1887)        | 5 I 1881          | –                                                  | 14 V 1887         | zmarł                                      | Hayes                                     |
| 46  | Thomas S. Matthews (21 VII 1824 - 22 III 1889)    | 17 V 1881         | –                                                  | 22 III 1889       | zmarł                                      | Garfield                                  |
| 47  | Horace Gray (24 III 1828 - 15 IX 1902)            | 9 I 1882          | –                                                  | 15 IX 1902        | zmarł                                      | Arthur                                    |
| 48  | Samuel Blatchford (9 III 1820 - 7 VII 1893)       | 3 IV 1882         | –                                                  | 7 VII 1893        | zmarł                                      | Arthur                                    |
| 49  | Lucius Q. C. Lamar II (17 IX 1825 - 23 I 1893)    | 18 I 1888         | –                                                  | 23 I 1893         | zmarł                                      | Cleveland                                 |
| 50  | Melville W. Fuller (11 II 1833 - 4 VII 1910)      | 8 X 1888          | 8 X 1888                                           | 4 VII 1910        | zmarł                                      | Cleveland                                 |
| 51  | David J. Brewer (20 VI 1837 - 28 III 1910)        | 6 I 1890          | –                                                  | 28 III 1910       | zmarł                                      | Harrison                                  |
| 52  | Henry B. Brown (2 III 1836 - 4 IX 1913)           | 5 I 1891          | –                                                  | 28 V 1906         | emerytura                                  | Harrison                                  |
| 53  | George Shiras Jr. (26 I 1832 - 2 VIII 1924)       | 10 X 1892         | –                                                  | 23 II 1903        | emerytura                                  | Harrison                                  |
| 54  | Howell E. Jackson (8 IV 1832 - 8 VIII 1895)       | 4 III 1893        | –                                                  | 8 VIII 1895       | zmarł                                      | Harrison                                  |
| 55  | Edward Douglass White (3 XI 1845 - 19 V 1921)     | 12 III 1894       | 19 XII 1910                                        | 19 V 1921         | zmarł                                      | Cleveland (sędzia) Taft (prezes)          |
| 56  | Rufus W. Peckham (8 XI 1838 - 24 X 1909)          | 6 I 1896          | –                                                  | 24 X 1909         | zmarł                                      | Cleveland                                 |
| 57  | Joseph McKenna (10 VIII 1843 - 21 XI 1926)        | 26 I 1898         | p.o. prezesa: 19 V – 11 VII 1921                   | 5 I 1925          | emerytura                                  | McKinley                                  |
| 58  | Oliver W. Holmes Jr. (8 III 1841 - 6 III 1935)    | 8 XII 1902        | p.o. prezesa: 3 – 24 II 1930                       | 12 I 1932         | emerytura                                  | T. Roosevelt                              |
| 59  | William R. Day (7 IV 1849 - 9 VII 1923)           | 2 III 1903        | –                                                  | 13 XI 1922        | emerytura                                  | T. Roosevelt                              |
| 60  | William H. Moody (23 XII 1853 - 2 VII 1917)       | 17 XII 1906       | –                                                  | 20 XI 1910        | zrezygnował                                | T. Roosevelt                              |
| 61  | Horace H. Lurton (26 II 1844 - 12 VII 1914)       | 3 I 1910          | –                                                  | 12 VII 1914       | zmarł                                      | Taft                                      |
| 62  | Charles E. Hughes (11 IV 1862 - 27 VIII 1948)     | 12 X 1910         | –                                                  | 2 VI 1916         | zrezygnował                                | Taft                                      |
| 63  | Willis Van Devanter (17 IV 1859 - 8 II 1941)      | 3 I 1911          | –                                                  | 2 VI 1937         | status seniora (2 VI 1937 - 8 II 1941)     | Taft                                      |
| 64  | Joseph R. Lamar (14 X 1857 - 2 I 1916)            | 3 I 1911          | –                                                  | 2 I 1916          | zmarł                                      | Taft                                      |
| 65  | Mahlon Pitney (5 II 1858 - 9 XII 1924)            | 18 III 1912       | –                                                  | 31 XII 1922       | zrezygnował                                | Taft                                      |
| 66  | James C. McReynolds (3 II 1862 - 24 VIII 1946)    | 12 X 1914         | –                                                  | 31 I 1941         | status seniora (31 I 1941 - 24 VIII 1946)  | Wilson                                    |
| 67  | Louis D. Brandeis (13 XI 1856 - 5 X 1941)         | 5 VI 1916         | –                                                  | 13 II 1939        | status seniora (13 II 1939 - 5 X 1941)     | Wilson                                    |
| 68  | John H. Clarke (18 IX 1857 - 22 III 1945)         | 9 X 1916          | –                                                  | 18 IX 1922        | zrezygnował                                | Wilson                                    |
| 69  | William H. Taft (15 IX 1857 - 8 III 1930)         | 11 VII 1921       | 11 VII 1921                                        | 3 II 1930         | zrezygnował                                | Harding                                   |
| 70  | George Sutherland (25 III 1862 - 18 VII 1942)     | 2 X 1922          | –                                                  | 17 I 1938         | status seniora (17 I 1938 - 18 VII 1942)   | Harding                                   |
| 71  | Pierce Butler (17 III 1866 - 16 XI 1939)          | 2 I 1923          | –                                                  | 16 XI 1939        | zmarł                                      | Harding                                   |
| 72  | Edward T. Sanford (23 VII 1865 - 8 III 1930)      | 19 II 1923        | –                                                  | 8 III 1930        | zmarł                                      | Harding                                   |
| 73  | Harlan F. Stone (11 X 1872 - 22 IV 1946)          | 2 III 1925        | p.o. prezesa: 30 VI – VII 1941 3 VII 1941          | 22 IV 1946        | zmarł                                      | Coolidge (sędzia) F.D. Roosevelt (prezes) |
| 62  | Charles E. Hughes (11 IV 1862 - 27 VIII 1948)     | 24 II 1930        | 24 II 1930                                         | 30 VI 1941        | emerytura                                  | Hoover                                    |
| 74  | Owen J. Roberts (2 V 1875 - 17 V 1955)            | 2 VI 1930         | –                                                  | 31 VII 1945       | zrezygnował                                | Hoover                                    |
| 75  | Benjamin N. Cardozo (24 V 1870 - 9 VII 1938)      | 14 III 1932       | –                                                  | 9 VII 1938        | zmarł                                      | Hoover                                    |
| 76  | Hugo Black (27 II 1886 - 25 IX 1971)              | 19 VIII 1937      | p.o. prezesa: 22 IV – 24 VI 1946 i 8 IX – 5 X 1953 | 17 IX 1971        | status seniora (17 IX 1971 - 25 IX 1971)   | F.D. Roosevelt                            |
| 77  | Stanley F. Reed (31 XII 1884 - 2 IV 1980)         | 31 I 1938         | –                                                  | 25 II 1957        | status seniora (25 II 1957 - 2 IV 1980)    | F.D. Roosevelt                            |
| 78  | Felix Frankfurter (15 XI 1882 - 22 II 1965)       | 30 I 1939         | –                                                  | 28 IV 1962        | status seniora (28 IV 1962 - 22 II 1965)   | F.D. Roosevelt                            |
| 79  | William O. Douglas (16 X 1898 - 19 I 1980)        | 17 IV 1939        | –                                                  | 12 XI 1975        | status seniora (12 XI 1975 - 19 I 1980)    | F.D. Roosevelt                            |
| 80  | Frank Murphy (13 IV 1890 - 19 VII 1949)           | 5 II 1940         | –                                                  | 19 VII 1949       | zmarł                                      | F.D. Roosevelt                            |
| 81  | James F. Byrnes (2 V 1879 - 9 IV 1972)            | 8 VII 1941        | –                                                  | 3 X 1942          | zrezygnował                                | F.D. Roosevelt                            |
| 82  | Robert H. Jackson (13 II 1892 - 9 X 1954)         | 11 VII 1941       | –                                                  | 9 X 1954          | zmarł                                      | F.D. Roosevelt                            |
| 83  | Wiley B. Rutledge (20 VII 1894 - 10 IX 1949)      | 15 II 1943        | –                                                  | 10 IX 1949        | zmarł                                      | F.D. Roosevelt                            |
| 84  | Harold H. Burton (22 VI 1888 - 28 X 1964)         | 1 X 1945          | –                                                  | 13 X 1958         | status seniora (13 X 1958 - 28 X 1964)     | Truman                                    |
| 85  | Fred M. Vinson (22 I 1890 - 8 IX 1953)            | 24 VI 1946        | 24 VI 1946                                         | 8 IX 1953         | zmarł                                      | Truman                                    |
| 86  | Tom C. Clark (23 IX 1899 - 13 VI 1977)            | 24 VIII 1949      | –                                                  | 12 VI 1967        | status seniora (12 VI 1967 - 13 VI 1977)   | Truman                                    |
| 87  | Sherman Minton (20 X 1890 - 9 IV 1965)            | 12 X 1949         | –                                                  | 15 X 1956         | status seniora (15 X 1956 - 9 IV 1965)     | Truman                                    |
| 88  | Earl Warren (19 III 1891 - 9 VII 1974)            | 5 X 1953          | 5 X 1953                                           | 23 VI 1969        | status seniora (23 VI 1969 - 9 VII 1974)   | Eisenhower                                |
| 89  | John M. Harlan II (20 V 1899 - 29 XII 1971)       | 28 III 1955       | –                                                  | 23 IX 1971        | status seniora (23 IX 1971 - 29 XII 1971)  | Eisenhower                                |
| 90  | William J. Brennan Jr. (25 IV 1906 - 24 VII 1997) | 16 X 1956         | –                                                  | 20 VII 1990       | status seniora (20 VII 1990 - 24 VII 1997) | Eisenhower                                |
| 91  | Charles Whittaker (22 II 1901 - 26 XI 1973)       | 25 III 1957       | –                                                  | 31 III 1962       | status seniora (31 III 1962 - 26 XI 1973)  | Eisenhower                                |
| 92  | Potter Stewart (23 I 1915 - 7 XII 1985)           | 14 X 1958         | –                                                  | 3 VII 1981        | status seniora (3 VII 1981 - 7 XII 1985)   | Eisenhower                                |
| 93  | Byron White (8 VI 1917 - 15 IV 2002)              | 16 IV 1962        | –                                                  | 28 VI 1993        | status seniora (28 VI 1993 - 15 IV 2002)   | Kennedy                                   |
| 94  | Arthur Goldberg (8 IV 1908 - 19 I 1990)           | 1 X 1962          | –                                                  | 25 VII 1965       | zrezygnował                                | Kennedy                                   |
| 95  | Abe Fortas (19 VI 1910 - 5 IV 1982)               | 4 X 1965          | –                                                  | 14 V 1969         | zrezygnował                                | L. Johnson                                |
| 96  | Thurgood Marshall (2 VII 1908 - 24 I 1993)        | 2 X 1967          | –                                                  | 1 X 1991          | status seniora (1 X 1991 - 24 I 1993)      | L. Johnson                                |
| 97  | Warren E. Burger (17 IX 1907 - 25 VI 1995)        | 23 VI 1969        | 23 VI 1969                                         | 26 IX 1986        | status seniora (26 IX 1986 - 25 VI 1995)   | Nixon                                     |
| 98  | Harry A. Blackmun (12 XI 1908 - 4 III 1999)       | 9 VI 1970         | –                                                  | 3 VIII 1994       | status seniora (3 VIII 1994 - 4 III 1999)  | Nixon                                     |
| 99  | Lewis F. Powell (19 IX 1907 - 25 VIII 1998)       | 7 I 1972          | –                                                  | 26 VI 1987        | status seniora (26 VI 1987 - 25 VIII 1998) | Nixon                                     |
| 100 | William H. Rehnquist (1 X 1924 - 3 IX 2005)       | 7 I 1972          | 26 IX 1986                                         | 3 IX 2005         | zmarł                                      | Nixon (sędzia) Reagan (prezes)            |
| 101 | John Paul Stevens (20 IV 1920 - 16 VII 2019)      | 19 XII 1975       | p.o. prezesa: 3 IX – 29 IX 2005                    | 29 VI 2010        | status seniora (29 VI 2010 - 16 VII 2019)  | Ford                                      |
| 102 | Sandra Day O’Connor (26 III 1930 - 1 XII 2023)    | 25 IX 1981        | –                                                  | 31 I 2006         | status seniora (31 I 2006 - 1 XII 2023)    | Reagan                                    |
| 103 | Antonin Scalia (11 III 1936 - 13 II 2016)         | 26 IX 1986        | –                                                  | 13 II 2016        | zmarł                                      | Reagan                                    |
| 104 | Anthony Kennedy (ur. 23 VII 1936 )                | 18 II 1988        | –                                                  | 31 VII 2018       | status seniora (od 31 VII 2018 )           | Reagan                                    |
| 105 | David Souter (17 IX 1939 - 8 V 2025)              | 9 X 1990          | –                                                  | 29 VI 2009        | status seniora (29 VI 2009 - 8 V 2025)     | G.H.W. Bush                               |
| 106 | Clarence Thomas (ur. 23 VI 1948 )                 | 23 XI 1991        | –                                                  |                   |                                            | G.H.W. Bush                               |
| 107 | Ruth B. Ginsburg (15 III 1933 - 18 IX 2020)       | 10 VIII 1993      | –                                                  | 18 IX 2020        | zmarł                                      | Clinton                                   |
| 108 | Stephen Breyer (ur. 15 VIII 1938 )                | 3 VIII 1994       | –                                                  | 30 VI 2022        | status seniora (od 30 VI 2022 )            | Clinton                                   |
| 109 | John G. Roberts (ur. 27 I 1955 )                  | 29 IX 2005        | 29 IX 2005                                         |                   |                                            | G.W. Bush                                 |
| 110 | Samuel Alito (ur. 1 IV 1950 )                     | 31 I 2006         | –                                                  |                   |                                            | G.W. Bush                                 |
| 111 | Sonia Sotomayor (ur. 25 VI 1954 )                 | 6 VIII 2009       | –                                                  |                   |                                            | Obama                                     |
| 112 | Elena Kagan (ur. 28 IV 1960 )                     | 7 IV 2010         | –                                                  |                   |                                            | Obama                                     |
| 113 | Neil Gorsuch (ur. 29 VIII 1967 )                  | 10 IV 2017        | –                                                  |                   |                                            | Trump                                     |
| 114 | Brett Kavanaugh (ur. 12 II 1965 )                 | 6 X 2018          | –                                                  |                   |                                            | Trump                                     |
| 115 | Amy Coney Barrett (ur. 28 I 1972 )                | 27 X 2020         | –                                                  |                   |                                            | Trump                                     |
| 116 | Ketanji Brown Jackson (ur. 14 IX 1970 )           | 30 VI 2022        | –                                                  |                   |                                            | Biden                                     |